# Алин, Василий Иванович
Васи́лий Ива́нович А́лин (12 [25] декабря 1914 года — 10 февраля 1998 года) — советский военный лётчик, участник Великой Отечественной войны, командир звена 10-го гвардейского авиационного полка дальнего действия, 3-й гвардейской авиационной дивизии дальнего действия, 3-го гвардейского авиационного корпуса дальнего действия, гвардии капитан. Герой Советского Союза (19.08.1944), подполковник.

## Биография
Родился в 1914 году в селе Серёгово Чердынского уезда Пермской губернии в крестьянской семье. По национальности русский. Член ВКП(б) с 1940 года. По окончании школу ФЗУ работал слесарем-инструментальщиком на Березниковском химическом комбинате. Продолжил учёбу в Березниковском химическом техникуме Пермской области.
Призван в ряды Красной Армии в 1936 году. В 1938 году оканчивает Чкаловскую военно-авиационную школу пилотов, а в 1942 году — Высшую офицерскую школу.
В годы Великой Отечественной войны в должности командира звена 10-го гвардейского авиационного полка 3-й гвардейской авиационной дивизии 3-го гвардейского авиационного корпуса авиации дальнего действия СССР. Гвардии капитан Алин к апрелю 1944 года совершил 269 боевых вылетов на уничтожение объектов в глубоком тылу противника. Он принимал участие в бомбардировках военных объектов Кёнигсберга, Тильзита, Данцига, Инстербурга, Хельсинки, Варшавы, Констанцы.

Указом Президиума Верховного Совета СССР от 19 августа 1944 года
за образцовое выполнение боевых заданий Командования на фронте борьбы с немецкими захватчиками и проявленные при этом отвагу и геройство

 гвардии капитану Алину Василию Ивановичу присвоено звание Героя Советского Союза с вручением ордена Ленина и медали «Золотая Звезда».
После войны продолжил службу в ВВС СССР, с 1958 года в звании подполковника в запасе. Жил в городе Бердичев Житомирской области. Умер 10 февраля 1998 года.

## Награды
- Медаль «Золотая Звезда» Героя Советского Союза (№ 4356)
- Два ордена Ленина
- Три ордена Красного Знамени
- Орден Отечественной войны I степени
- Орден Красной Звезды
- Медали, в том числе:
  - Медаль «За победу над Германией в Великой Отечественной войне 1941—1945 гг.»
  - Юбилейная медаль «Двадцать лет Победы в Великой Отечественной войне 1941—1945 гг.»
  - Юбилейная медаль «Тридцать лет Победы в Великой Отечественной войне 1941—1945 гг.»
  - Юбилейная медаль «Сорок лет Победы в Великой Отечественной войне 1941—1945 гг.»

## Память
- Мемориальные доски установлены на доме, где родился В. И. Алин, и на здании школы, где учился будущий Герой.